# Okiya
Una okiya (置屋) és la casa on resideixen les geishes i les maikos durant la duració del seu nenki o contracte. Les okiyes es troben habitualment en els barris de geishes o hanamachi.
El primer pas d'una jove per arribar a ser geisha és ser acceptada per una okiya, una casa de geishes propietat de la dona que pagarà el seu aprenentatge. La cap de l'okiya és anomenada okasan, que traduït al català vol dir mare. Normalment l'okiya paga totes les despeses que comporta el seu ensinistrament, incloent-hi el manteniment, el vestuari i les classes. L'Okiya és una part molt important de la vida de les geishes i les maikos perquè les dones que hi viuen formen part de la seva família, i l'okasan arranja la seva carrera al Karyukai (món de la flor i el salze). La geisha paga un percentatge dels seus emoluments per mantenir la casa i sostenir tota la gent que hi viu que no són geishes, incloent-hi les maiko, geishes retirades i serventes.
Poden haver més d'una geisha o maiko vivint simultàniament en una okiya. De la mateixa manera, hi ha cases amb la llicència d'okiya en les quals no es troba vivint cap geisha. Generalment, una geisha que hagi satisfet totes les seves obligacions financeres amb l'okiya pot escollir de viure independentment de la casa, però continuarà afiliada a l'okiya per la resta de la seva carrera.
Tot i mantenir tota la seva atenció en els homes degut a la seva feina, les geishes i les maikos viuen en una societat matriarcal. Les dones gestionen les okiyes, les dones ensenyen les arts necessàries per a esdevenir una geisha, i les dones introdueixen a la nova maiko en les cases de te (ochaya) que serà on es guanyaran el pa. Les dones gestionen les cases de te i poden fer prosperar o arruïnar la carrera d'una geisha. Si una geisha ofèn a la propietària d'una casa de te on ella treballa, pot perdre completament la seva forma de guanyar-se la vida.
L'okasan de l'okiya pot adoptar una de les geishes com a filla (musume), amb la finalitat d'instituir-la hereva seva, així la jove viurà a la okiya i tot els diners que pugui guanyar aniran a la okiya. Sota aquest arranjament, els deutes de la geisha són assumits per la okiya.